# Asahi Kasei
Asahi Kasei K.K. (japanisch 旭化成株式会社, Asahi Kasei Kabushiki kaisha, englisch Asahi Kasei Corporation), gelistet im Nikkei 225, ist ein japanischer Chemiekonzern. Im Unternehmen sind rund 47.000 Menschen beschäftigt, die im Geschäftsjahr 2021 einen Umsatz von 18 Milliarden Euro erwirtschafteten. Asahi Kasei stellt Grundchemikalien, Kunststoffe und Kunstfasern, Pharmazeutika, Baustoffe, Fertighäuser, Styrol-Butadien-Kautschuk und mikroporöse Separatorfolien für Lithiumbatterien sowie seit 1980 auch elektronische Komponenten wie D/A-Wandler her.

## Geschichte
Asahi Kaseis Wurzeln reichen bis 1922 zurück, als das Unternehmen noch als Nobeoka Ammonia Fiber als erstes Unternehmen Japans Ammoniak herstellte, welches zur Herstellung von Bemberg-Seide verwendet wurde. 1957 wurde mit der Herstellung von Polystyrol und 1959 von Kunstfasern begonnen. 1967 erschloss sich Asahi Kasei mit der Herstellung von Hebel-Porenbeton ein neues Geschäftsfeld. 1992 wurde der Pharmakonzern Toyo Jozo übernommen. Im April 2020 begann Asahi Kasei mit der Herstellung von grünem Wasserstoff in Japan.
Das Unternehmen hat seinen Hauptsitz in Tokio mit Niederlassungen in Ōsaka, der Volksrepublik China, den Vereinigten Staaten und Deutschland. Der langjährige Mitarbeiter und derzeitige Honorary Fellow, Akira Yoshino, wurde 2019 für seine Arbeit an Lithium-Ionen-Batterien mit dem Nobelpreis für Chemie ausgezeichnet.

## Tochterunternehmen
Die Tochterfirma Polypore International mit Sitz in Charlotte, North Carolina in den USA gehört mit den Marken Celgard und Daramic zu den weltweit führenden Produzenten von Separatoren für Blei- und Lithium-Ionen-Akkumulatoren. Sie unterhält Niederlassungen u. a. in Deutschland (Norderstedt) und Frankreich (Sélestat).
Die Tochterfirma ZOLL Medical Corporation (benannt nach dem Erfinder des Herzschrittmachers Paul Maurice Zoll) stellt medizinische Geräte zur Defibrillation, Herz-Lungen-Wiederbelebung und Beatmung her.